# Mákri (ort)
Mákri (Makri) är en ort i Grekland.   Den ligger i prefekturen Fthiotis och regionen Grekiska fastlandet, i den centrala delen av landet, 170 km nordväst om huvudstaden Aten. Mákri ligger 112 meter över havet och antalet invånare är 307.
Terrängen runt Mákri är varierad. Mákri ligger nere i en dal.Runt Mákri är det ganska glesbefolkat, med 24 invånare per kvadratkilometer. Närmaste större samhälle är Makrakómi, 2,6 km väster om Mákri. == Kommentarer ==
1. ↑  Framräknat ur variansen i alla höjduppgifter (DEM 3") från Viewfinder Panoramas, inom 10 km radie.[2] Mer om algoritmen finns här: Användare:Lsjbot/Algoritmer.